# Verkoopbevordering
Verkoopbevordering of verkooppromotie (Engels: Sales Promotion) is een handeling die verricht wordt om de aankoop van producten bij de klant aan te moedigen, en het koopgedrag op korte termijn te beïnvloeden. De verkooppromotie kan zowel gericht zijn op het aanprijzen van de handel, als op het aansporen van de consument tot het kopen van de waar. De eerste vorm, aangeduid met de Engelse term "Trade Promotion" werkt via een strategie waarbij zo veel mogelijk (aantrekkelijk) aanbod gecreëerd wordt. De tweede vorm, aangeduid met de Engelse term "Consumer Promotion" is erop gericht om bij de klant zo veel mogelijk vraag te creëren. Beide vormen worden ook wel aangeduid middels respectievelijk "push"- (duw-) en "pull"- (trek-)strategie.
Verkoopbevordering is het verschaffen van prikkels en beloningen om afnemers over te halen op kortetermijn te kopen in plaats van later. Waar reclame een instrument voor de lange termijn is om de attitude van de markt met betrekking tot een merk te beïnvloeden, is verkoopbevordering een instrument om op korte termijn het besluit tot kopen uit te lokken.
Het vormt een belangrijke manier om met klanten en potentiële klanten te communiceren. Het veld omvat vele instrumenten, uiteenlopend van stickers die bij de opening van een winkel worden uitgedeeld tot en met de Firato of Efficiencybeurs, waarvoor de deelnemers enkele tonnen neertellen. Andere instrumenten zijn displays, monsters, prijsvragen, geschenken, 'drie halen-twee betalen'-acties en andere prijskortingen, direct mail aanbiedingen en zegelspaaracties.
Verkoopbevorderingsactiviteiten zijn een belangrijk element in de promotiemix (Marketingmix). Zij verhogen de mate waarin de consument zich het product herinnert, het herkent en de proef op de som neemt. Verkooppromotie is een van de vijf ruime categorieën waaronder de derde P, die van Promotie, in onderverdeeld is. Deze P omvat alle communicatiemiddelen die aan het publiek een boodschap kunnen overbrengen.

## Doelstellingen
1. Mensen ertoe aanzetten een product te proberen dat ze nog niet eerder hebben gekocht.
2. Consumenten die het product al gebruiken zover krijgen dat ze er meer van kopen en gebruiken.
3. Huidige klanten behouden en hun aankooppatronen voor het product in stand houden.
4. Nieuwe gebruiksmogelijkheden voor het product suggereren, zodat bestaande klanten er meer van gebruiken.

## Methoden
Er zijn verschillende methoden voor verkooppromotie. Mogelijke toegepaste strategieën: 
- Hebbedingetjes, vaak aangeduid met de term premiaten, eventueel met logo en herkenbare merkuitstraling (kleur/vorm) uitdelen, niet zelden gekoppeld aan de aankoop van het product.
- Relatiegeschenken en promotionele artikelen
- Aanbiedingen en kortingen (eventueel op andere producten)
- Bij aankoop van een meervoud van het product een extraatje erbij
- Pakketconstructie waarbij meerdere producten en/of aanvullingen voor een aantrekkelijke prijs worden aangeboden
- Beursopstelling of bijvoorbeeld een omgebouwde bus/vrachtwagen waarin het merk en/of product ontdekt en beleefd kan worden
- Demodag met mogelijkheid het product te proberen
- Kortingsbonnen of coupons in bladen of op flyers
- Proefmonsters of samples uitdelen
- Product aanpassen met nieuwe kleuren of kleine aanpassing doen en dan ‘vernieuwd’ op de verpakking zetten
- Punten- / zegelspaarsysteem opzetten
- Inhoud tijdelijk vergroten voor dezelfde prijs
- Happy hour waarbij product tussen bepaalde tijden tegen een aantrekkelijke korting te koop is
- Verkooptraining voor verkopers
- Verkoopbonus voor verkopers (bij het bereiken van doelstellingen of naar het aantal verkopen)